# David Sancious
David Sancious, född 30 november 1953 i Asbury Park i New Jersey är en amerikansk musiker. Han var en tidig medlem i Bruce Springsteens kompgrupp E Street Band och medverkade på hans tre första album. Sancious spelar flera olika instrument men är mest känd som keyboardist och gitarrist. Han lämnade E Street Band 1974 för att bilda sitt eget band Tone, som han släppte flera album med. Han blev senare populär som studio- och turnémusiker och spelade bland annat med Stanley Clarke, Narada Michael Walden, Zucchero Fornaciari, Peter Gabriel och Sting.

## Arbete med Bruce Springsteen
Sancious började att spela piano då han var sju år gammal och då han var elva så hade han själv lärt sig att spela gitarr. Han var bara tonåring då han blev inblandad i Asbury Parks musikliv. I slutet av 1960-talet och tidigt på 1970-talet spelade han i olika band som hade Springsteen och framtida medlemmar av E Street band, liksom Southside Johnny och Bill Chinnock. Bland dessa band fanns bland annat Glory Road, Dr Zoom And The Sonic Boom, The Bruce Springsteen Band och The Sundance Blues Band.
I januari 1972 flyttade Sancious till Richmond, Virginia där han arbetade på Alpha Studios som studiomusiker. Där träffade han Ernest Carter. i juni samma år bad Springsteen honom att spela keyboard på sitt debutalbum Greetings From Asbury Park, N.J. När Springsteen började att turnera med det inofficiella E Street Band i oktober 1972, var dock inte Sancious med eftersom han i juli hade återvänt till Richmond för att spela in några demos med Carter och Garry Tallent.
Därför diskuteras det huruvida Sancious var en av ursprungsmedlemmarna i E Street Band, eftersom bandet inte blev officiellt förrän i september 1974. Legenden säger dock att bandets namn kommer av den gata, E Street i Belmar, där Sancious mor bodde och hon lät dem repetera där.
Från juni 1973 började Sancious regelbundet att spela med E Street Band. Han bidrog med en extra dimension till bandets tidiga sound. Med en blandning av Mozart och Thelonious Monk spelade han ofta klassiska toner eller jazz i inledningen av låtarna eller när de andra instrumenten tystnade. Springsteens andra album, The Wild, the Innocent & the E Street Shuffle, var en uppvisning av Sancious talanger. Bland hans mest utmärkande bidrag fanns ett orgelsolo i Kitty's Back och pianointrot i New York City Serenade. Han bidrog även med strängarrangemanget till den senare låten och spelade sopransaxofon i The E Street Shuffle.
I februari 1974 lämnade trummisen Vini Lopez E Street Band och Sancious rekommenderade då Ernest Carter som Lopez ersättare. Senare samma år medverkade de på titellåten till Springsteens tredje album, Born to Run.

## David Sancious & Tone
I augusti 1974 lämnade Sancious och Carter E Street Band och bildade sin egen grupp Tone tillsammans med Gerald Carboy på bas. Vid olika tillfällen deltog även Patti Scialfa, Gayle Moran och den blivande Santanasångaren Alex Ligertwood. Springsteen hjälpte Sancious i hans solokarriär och såg bland annat till att musikbolagen fick de demos som banden spelade in. Detta ledde till skivkontrakt med Epic Records.
Tones debutalbum Forest Of Feelings 1975, producerades av Billy Cobham. Sancious arbete med Tone var en stor förändring jämfört med när han arbetade tillsammans med Springsteen. Tone blandade progressiv rock och jazz, och hade mer gemensamt med Yes eller en tidig upplaga av Genesis, än med Springsteens musik.
nästa album, Transformation: Speed Of Love, kom 1976 och det tredje, Dance Of The Age Of Enlightenment, spelades in. På grund av en tvist om äganderätt mellan Epic och Sancious nya skivbolag Arista Records, sköts dock utgivningen upp till 2004. Ytterligare ett album, True Stories, kom ut 1978 men bandet upplöstes senare.
Sancious släppte två soloalbum, Just As I Thought (1979) och The Bridge (1980), men därefter gjorde han uppehåll i sin solokarriär. I december 1980 anlitades Sancious av radiobolaget WNEW-FM för att skriva och framföra ett pianostycke under tio minuters radiotystnad till minne av John Lennon.

## Studio- och turnémusiker
Sancious har arbetat med allt från klassisk musik till rock, jazz, blues och funk. Han har vunnit stor respekt i musikbranschen och bland annat så har Peter Gabriel kallat honom för "musikernas musiker".
Även då han arbetade som soloartist så efterfrågades hans kunskaper och under 1970-talet var han populär hos jazzmusikerna. Han turnerade och spelade in album med Stanley Clarke, spelade gitarr och keyboard i ett band med bland andra John McLaughlin och Billy Cobham. 
Under det tidiga 1980-talet blev han medlem i Jack Bruce & Friends och medverkade i TV-programmen The Old Grey Whistle Test och Rockpalast. Han återförenades sedan med Alex Ligertwood när de båda var medlemmar i Santana.
1977 gästspelade Sancious på Narada Michael Waldens debutalbum vilket var det första av flera samarbeten med producenten och låtskrivaren. På 1980-talet använde Walden en grupp av inhyrda musiker, däribland Sancious, Randy Jackson och Corrado Rustici. Dessa musiker spelade in låtar med bland andra Aretha Franklin, Patti Austin och E Street Band-medlemmen Clarence Clemons, allt producerat av Walden. Sancious, Walden och Jackson spelade på Zucchero Fornaciaris Rispetto, som producerades av Corrado Rustici. Detta var det första av flera album som Sancious spelade in tillsammans med Zucchero.
1988 var Sancious medlem i Peter Gabriels turnéband som han även spelade tillsammans med på Amnesty Internationals Human Rights Now! Tour. Turnén ledde till en liten återförening med Bruce Springsteen och E Street Band, där Sancious vid flera tillfällen under turnén hoppade in och spelade. Han har även varit med på nyare inspelningar med Springsteen, som senare släpptes på Human Touch and Tracks.
Han turnerade och spelade senare in album även med två andra av turnéns stora artister, Sting och Youssou N'Dour. Han spelade keyboard på Stings album The Soul Cages och Ten Summoner's Tales och var med på turnéerna i samband med albumen.
Bland övriga musiker och grupper som Sancious har spelat med finns Living Colour, Seal, Bryan Ferry, Julia Fordham, Robbie Dupree, Natalie Merchant, Eric Clapton, Jon Anderson (från Yes) och Hall & Oates.

## Diskografi

### Med Bruce Springsteen
- Greetings from Asbury Park, N.J. (1973)
- The Wild, the Innocent & the E Street Shuffle (1973)
- Born to Run (1975)
- Human Touch (1992)
- Greatest Hits (1995)
- Tracks (1998)
- 18 Tracks (1998)
- The Essential Bruce Springsteen (2003)

### Tone
- Forest of Feelings (1975)
- Transformation: Speed of Love (1976)
- True Stories (1978)
- Dance of the Age of Enlightenment (2004)

### David Sancious
- David Sancious (1977) (unauthorized)
- Just as I Thought (1979)
- The Bridge (1980)
- Nine Piano Improvisations (2000)
- Cinema (2005)

### David Sancious / Zucchero
- Snackbar Budapest (soundtrack)(1988)

### Med Stanley Clarke
- Journey to Love (1975)
- Schooldays (1976)
- Live 1975-76 (1976)
- Hideaway (1988)
- The Bass-ic Collection (1997)
- Guitar & Bass (2004)
- Trios (2004)

### Med Zucchero Fornaciari
- Rispetto (1986)
- Blue's (1987)
- Oro Incenso & Birra (1989)
- Zucchero (1990)
- Live at the Kremlin (1991)
- Miserere (1992)
- Diamante (1994)
- Spirto DiVino (1995)
- The Best of Zucchero (1996)
- Shake (2001)
- Zucchero & Co (2004)

### Med Peter Gabriel
- Passion (1989)
- Us (1992)
- Up (2002)
- Long Walk Home: Music from the Rabbit-Proof Fence (2002)
- Hit (2003)

### Med Sting
- The Soul Cages (1991)
- Ten Summoner's Tales (1993)